# Kurt Ralske
Kurt Ralske (né en 1967 à New York) est un musicien et artiste visuel américain.

## Biographie
Au milieu des années 1980, Kurt Ralske est guitariste dans les groupes Nothing but Happiness et Crash, et sort trois albums sous le nom d'Ultra Vivid Scene. À la fin des années 1980 et au début des années 1990, il sort trois albums sous le nom d'Ultra Vivid Scene. Après son dernier album sous le nom d'Ultra Vivid Scene, il produit, conçoit et joue sur de nombreux albums pour une variété d'artistes, dont Ivy, Rasputina, Charles Douglas et Los Planetas.
En 1999, il sort deux albums sur son label miau-miau, l'un sous son nom Kyrie Eleison et l'autre <amorpheus> sous le nom de Cathars. En 2001, il publie deux autres albums, Amor. 0 + 01, et sous le nom de Cathars Early Bells and Voices. L'album Amor. 0 + 01 contient plusieurs clips vidéo numériques. Depuis lors, il se concentre sur la vidéo numérique. Ses installations vidéo et ses performances sont créées exclusivement à l'aide de son propre logiciel et son travail est exposé internationalement, notamment au Guggenheim Bilbao, au Musée d'Art contemporain de Los Angeles et au Musée d'art contemporain de Montréal.
Ralske programme et conçoit une installation vidéo à 9 canaux qui se trouve en permanence dans le hall du MoMA à New York. En 2007, il reçoit une bourse de la Fondation Rockefeller pour les arts médiatiques. En 2003, son travail reçoit le premier prix du festival international d'art médiatique Transmediale à Berlin, en tant que membre de l'ensemble vidéo 242.pilots. Il est également l'auteur/programmeur d'Auvi, un environnement logiciel vidéo. 

## Discographie
- Amor. 0+01 (Subrosa)
- kyrie eleison (Miau International)
- locale (Computer Music Journal) (sous son pseudonyme Cathars)
- Early Bells + Voices (Atomic) (sous son pseudonyme Cathars)
- <amorpheus> (Miau International) (sous son pseudonyme Cathars)
- K+K (Reckankreuzung) (Kurt Ralske / Keith Fullerton Whitman) (sous son pseudonyme Cathars)

## DVD
- 242.pilots live in Bruxelles (Carpark Records)[5]